# 덕계동 (양산시)
덕계동(德溪洞)은 대한민국 경상남도 양산시(웅상출장소)의 동이다. 2007년 4월 1일 웅상읍에서 분동되어 덕계동 사무소 설치하였으며, 남쪽으로 부산광역시 금정구, 북쪽으로는 소주동, 평산동, 서창동으로 울산광역시로 연결되는 중간지점에 위치하여 산업유통 및 교통의 요충지 역할을 하고 있으며, 연이은 아파트단지·각종 소규모공장 등이 어우러진 신흥주거 및 공업도시로 약진하고 있다.

## 지명유래
두 갈래로 흐르는 강줄기 사이에 자리 잡은 ‘큰 시내 사이에 만들어진 마을’ 로서 큰‘덕(德)’자와 시내‘계(溪)’자를 합쳐 지금의 이름이 되었다.

## 역사
- 1998년 4월 1일 웅상읍 평산리, 덕계리, 매곡리, 주진리를 관할로 덕계출장소가 설치되었다.
- 2007년 4월 1일 웅상읍이 4개 행정동으로 분동되면서 덕계동이 설치되었다. 이전 동사무소는 종전의 덕계출장소에 두었다.
- 2015년 5월 25일 현 위치로 이전

## 법정동
- 덕계동(德溪洞)
- 매곡동(梅谷洞)

## 교육
- 덕계초등학교

## 주거

### 아파트
- 두산중공업 양산 두산위브 2차(덕계동) : 2021년 3월 입주예정.